# Gasteracantha versicolor
Gasteracantha versicolor är en spindelart som först beskrevs av Charles Athanase Walckenaer 1842.  Gasteracantha versicolor ingår i släktet Gasteracantha och familjen hjulspindlar.

## Underarter
Arten delas in i följande underarter:
- G. v. avaratrae
- G. v. formosa